# Distretto di Gördes
Il distretto di Gördes (in turco Gördes ilçesi) è uno dei distretti della provincia di Manisa, in Turchia.